# Cophanta
Cophanta é um gênero de traça pertencente à família Arctiidae.